# Corpo sem órgãos
Corpo sem órgãos (CsO) (em francês:  corps sans organes) é um conceito metafísico fundado pelo filósofo francês Gilles Deleuze e aprofundado junto a Félix Guattari, que geralmente se refere à realidade subjacente mais profunda de um todo bem formado, organizado, construído a partir de partes inteiramente funcionais. Ao mesmo tempo, o termo também pode descrever a relação prática entre os corpos literais, sólidos, físicos.
Deleuze começa a usar a expressão em seu livro Lógica do Sentido (1969), enquanto discutia as experiências, vivências e escritos de Antonin Artaud, poeta e ator francês. Depois, corpo sem órgãos (ou "CsO") torna-se vocabulário fundamental em Capitalismo e esquizofrenia, dois volumes (O Anti-Édipo [1972] e Mil Platôs [1980]) escritos em colaboração com o psicanalista Félix Guattari.
Nesses dois livros, a expressão apresenta significado ampliado, referindo-se tanto a corpos literais até uma certa perspectiva de realidade de qualquer tipo. O significado sobrecarregado é provocativo, talvez intencionalmente, na medida em que, segundo escreve André Pierre Colombat, a "justaposição desses dois campos e explicações incompatíveis cria um não-senso, um excesso de sentido, que coloca em movimento o intelecto e a imaginação do leitor".

## Primeiros usos
O termo é retirado (e Deleuze o credita devidamente) da transmissão radiofônica de Artaud, Para acabar com o julgamento de Deus (1947):

Se quiserem, podem meter-me numa camisa de força,
mas não existe coisa mais inútil que um órgão.
Quando tiverem conseguido um corpo sem órgãos,
então o terão libertado dos seus automatismos

e devolvido sua verdadeira liberdade.— Antonin Artaud, 1947

A frase é retomada pela primeira vez no capítulo "Do Esquizofrênico e da Menina", no livro Lógica do Sentido, onde dois modos distintos e periféricos de encarar o mundo se contrastam. A Menina (cujo exemplo é a Alice no País das Maravilhas) explora um mundo de "superfícies": reino mutável das aparências sociais e palavras sem sentido (nonsenses) que, no entanto, parecem funcionar. O Esquizofrênico (cujo exemplar é Artaud), ao contrário, é um explorador de "profundezas", aquele que rejeita totalmente a superfície e retorna ao corpo. Para o Esquizofrênico, as palavras colapsam, não em nonsenses, mas em corpos que as produzem e as escutam: "toda palavra detida, traçada se decompõe em pedaços
ruidosos, alimentares e experimentais."
Corpo aqui descrito também como "gritante", falante duma "linguagem sem articulação" que tem mais a ver com o ato primitivo de fazer o som do que com a comunicação de palavras específicas, já que elas podem agredir e afetar: "(...) o triunfo não pode ser obtido agora a não ser pela instauração de palavras-sopros, de palavras-gritos em que todos os valores literais, silábicos e fonéticos são substituídos por valores exclusivamente tônicos e não-escritos, aos quais corresponde um corpo glorioso como nova dimensão do corpo esquizofrênico, um organismo sem partes que faz tudo por insuflação, inspiração, evaporação, transmissão fluídica (o corpo superior ou corpo sem órgãos de Antonin Artaud)."
Em Lógica do Sentido, Deleuze cita ainda o confronto, a tentativa de tradução e a crítica negativa que Artaud empreendeu do poema "Jabberwocky" ("Jaguadarte"), de Lewis Carrol, feito com palavra-valise e presente em Alice Através do Espelho e O Que Ela Encontrou Por Lá, para então afirmar: "trata-se de ativar, de insuflar, de molhar ou de fazer flamejar a palavra para que ela se torne a ação de um corpo sem partes, em lugar da paixão de um organismo feito em pedaços."

## Capitalismo e Esquizofrenia
Na colaboração de Deleuze e Guattari, corpo sem órgãos conjumina um reino indiferenciado e não-hierárquico que é mais profundo que o mundo das aparências, relacionando-se ao proto-mundo descrito na mitologia de diversas culturas. Os autores usam frequentemente o exemplo do ovo dogon, baseado principalmente em relatórios antropológicos de Marcel Griaule. Sobre a história dogon das origens do cosmos, Griaule descreve:
Esses movimentos primordiais são concebidos em termos de uma forma ovóide—"o ovo do mundo" ("aduno tal")—dentro do qual repousa, já diferenciados, os germes das coisas; em consequência do movimento espiral da extensão, os germes se desenvolvem primeiro em sete segmentos de comprimento crescente, representando as sete sementes fundamentais de cultivo que se encontram novamente no corpo humano [...] 
De acordo com Griaule, os padrões básicos de organização dentro do ovo reaparecem dentro de todos os domínios da vida dogon: estruturas de parentesco, layout da aldeia, compreensão do corpo, e assim por diante. A metáfora do ovo ajuda a sugerir a gestação de uma formação por vir e a potencial formação de muitas realidades vindas de uma única origem.

### O Anti-Édipo

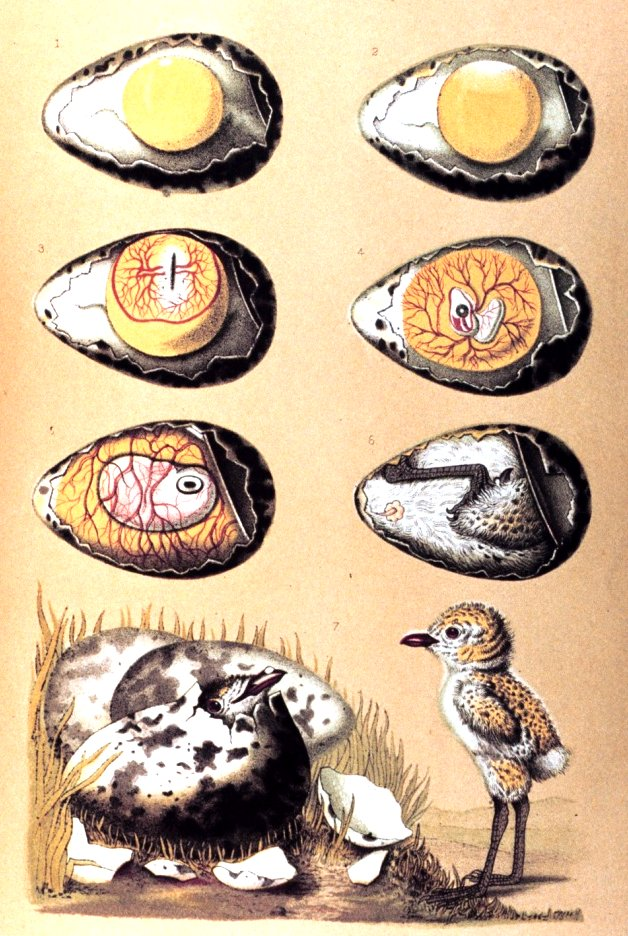
Desenho de Matthias Jacob Schleiden (1804-1881). Diferenças minúsculas no desenvolvimento do ovo formam diferenças maiores na criatura final.

Nesse livro, Deleuze e Guattari expandem a imagem do Corpo Sem órgãos comparando seus potenciais reais com o ovo:
O corpo sem órgãos é um ovo: atravessado por eixos e limiares, latitudes, longitudes e geodésicas, atravessado por gradiantes que marcam as transformações, as passagens e os destinos do que nele se desenvolve. Aqui nada é representativo, tudo é vida e vivido: a emoção vivida dos seios não se assemelha aos seios, não os representa, tal como uma zona predestinada do ovo se não assemelha ao órgão a que dará origem; apenas faixas de intensidade, potenciais, limiares e gradiantes. Experiência dilacerante, demasiado comovente, que torna o esquizo no ser mais próximo da matéria, de um centro intenso e vivo da matéria.
Imediatamente depois, para enfatizar o discurso acima, citam novamente Artaud, que escreve em seu Le Pèse-nerfi: "[...] emoção situada fora do ponto particular em que o espírito a procura ... emoção que dá ao espírito o som sublevador da matéria, para onde toda a alma escorre e arde."
Para Deleuze e Guattari, cada corpo tem um conjunto limitado de traços, hábitos, movimentos, afetos, etc. Mas todo o corpo atual também tem uma dimensão  virtual, virtualizada: vasto reservatório de traços potenciais, conexões, afetos, movimentos, etc. Esta coleção de potenciais é o que Deleuze chama de CsO. O corpo pleno sem órgãos é "esquizofrenia como entidade clínica", essa queda na intensidade é um meio de bloquear todos os investimentos da realidade, corpo sem órgãos é o "improdutivo, o estéril, o inengendrado, o inconsumível".
Ao contrário de outras máquinas sociais como o corpo da terra, corpo do déspota ou o corpo do capital, o corpo pleno sem órgãos não pode inscrever outros corpos. Ele não é "uma entidade primordial original" (prova de um nada original), nem o que resta de uma totalidade perdida, mas é o "limite do socius, a sua tangente de desterritorialização, o último resíduo de um socius desterritorializado." E continuam: "O socius: a terra, o corpo do déspota, o capital-dinheiro, são corpos plenos vestidos, como o corpo sem órgãos é um corpo pleno nu; mas este está, não na origem, mas no limite, no fim. E é certo que o corpo sem órgãos assombra todas as formas de socius."
Então, para "criar para si um corpo sem órgãos", expressão que Deleuze e Guattari usarão em Mil Platôs, precisa-se experimentar ativamente consigo mesmo para extrair e ativar esses potenciais virtuais. Esses potenciais são ativados (ou "atualizados") principalmente através de conjunções com outros corpos (ou CsOs) que Deleuze chama de "devires".

### Mil Platôs
Em Mil Platôs, Deleuze e Guattari são contundentes ao deixar claro que o CsO não é "uma noção, um conceito, mas antes uma prática, um conjunto de
práticas." Evocam Artaud novamente, lembrando que sua transmissão radiofônica também foi experimento biológico e político, sofrendo repressão e censura, e concluem: "Não deixarão você experimentar no seu canto. Diferenciam eventualmente três tipos de "CsO": canceroso, vazio e pleno. O "CsO" vazio é o "CsO" do "Anti-Édipo", também descrito como "catatônico", porque é completamente desorganizado; todos os fluxos passam por ele livremente, sem interrupção e sem direção. Mesmo que qualquer forma de desejo possa ser produzida nele, o "CsO" vazio é não-produtivo. O corpo pleno sem órgãos é o "CsO" saudável, produtivo, não é petrificado em sua organização. O "CsO" canceroso, muitas vezes chamado por Deleuze e Guattari de "corpo fascista", é capturado em um padrão de reprodução sem fim do mesmo padrão. Deleuze e Guattari dão uma receita bem direta de como construir para si um CsO saudável:
Eis então o que seria necessário fazer: instalar-se sobre um estrato, experimentar as oportunidades que ele nos oferece, buscar aí um lugar favorável, eventuais movimentos de desterritorialização, linhas de fuga possíveis, vivenciá-las, assegurar aqui e ali conjunções de fluxos, experimentar segmento por segmento dos contínuos de intensidades, ter sempre um pequeno pedaço de uma nova terra. É seguindo uma relação meticulosa com os estratos que se consegue liberar as linhas de fuga, fazer passar e fugir os fluxos conjugados, desprender intensidades contínuas para um CsO. Conectar, conjugar, continuar: todo um "diagrama" contra os programas ainda significantes e subjetivos. Estamos numa formação social; ver primeiramente como ela é estratificada para nós, em nós, no lugar onde estamos; ir dos estratos ao agenciamento mais profundo em que estamos envolvidos; fazer com que o agenciamento oscile delicadamente, fazê-lo passar do lado do plano de consistência. É somente aí que o CsO se revela pelo que ele é, conexão de desejos, conjunção de fluxos, continuum de intensidades. Você terá construído sua pequena máquina privada, pronta, segundo as circunstâncias, para ramificar-se em outras máquinas coletivas.
Mas os autores sugerem restrições, escrevendo, por exemplo, que drogados e masoquistas podem ter corpos sem órgãos—e morrer como resultado disso. O "corpo sem órgãos saudável" prevê, assim, o corpo sem órgãos como horizonte, não como meta.
Deleuze e Guattari também usam o termo CsO em sentido amplo e extenso para se referir à dimensão virtual da realidade em geral (que frequentemente chamam de "plano de consistência" ou "plano de imanência"). Nesse sentido, falam de um CsO "da terra": "A Terra", escrevem, "é um corpo sem órgãos. Este corpo sem órgãos é permeado por matérias não formadas e instáveis, por fluxos em todas as direções, por intensidades livres ou singularidades nômades, por partículas desenfreadas ou transitórias." Ou seja, geralmente se pensa o mundo composto por entidades relativamente estáveis ("corpos", seres), mas esses corpos são compostos realmente de conjuntos de fluxos movimentando-se em diversas velocidades (rochas e montanhas como fluxos de lentidão; seres vivos como fluxos de material biológico através de sistemas de desenvolvimento; linguagem como fluxo de informação, palavras, etc.) Esse substrato fluido é o que Deleuze chama, em um sentido geral, de CsO.
Por isso, o conjunto dos corpos sem órgãos constrói o plano de imanência, que não é interior ao eu, ao mesmo tempo que não faz parte de um elemento exterior ou se associa a um não-eu:
Ele é antes como o Fora absoluta que não conhece mais os Eu, porque o interior e o exterior fazem igualmente parte da imanência na qual eles se fundiram.